# Tricalysia wernhamiana
Tricalysia wernhamiana là một loài thực vật có hoa trong họ Thiến thảo. Loài này được (Hutch. & Dalziel) Keay miêu tả khoa học đầu tiên năm 1958.